# Ёнэдзу, Кэнси
Кэнси Ёнэдзу (яп. 米津 玄師 Ёнэдзу Кэнси, род. 10 марта 1991 года) — японский певец и музыкант. Начал свою карьеру в 2009 году в качестве автора песен, которые затем озвучивались программой Vocaloid, представляющей собой синтезатор голоса. Получившиеся песни Ёнэдзу выкладывал на ресурсе Nico Nico Douga под именем Хати (ハチ). В 2012 году он стал выпускать песни под собственным именем.

## Биография
Впервые начал заниматься музыкой в 2006 году во втором классе старшей школы, где вместе с другом Хироси Накадзимой организовал группу Late Rabbit Edda для того, чтобы играть на школьном фестивале. Кэнси Ёнэдзу был вокалистом, автором песен и иногда гитаристом, а Накадзима — гитаристом. В конце 2007 года был создан сайт группы, на котором были слова песен и короткие рассказы. С апреля 2008 по март 2009 года Ёнэдзу под именем Хати загрузил 24 песни, которые писал для группы на сайт Nico Nico Douga. Однако эти песни не стали популярными, набрав всего 23 тыс. просмотров максимум. В это время он создал блог, который назвал Tekitou Edda (適当EDDA).
После окончания школы Ёнэдзу переехал в Осаку и поступил в художественную школу. В это время он стал записывать песни с помощью программного обеспечения Vocaloid, используя голос Мику Хацунэ. Эти песни стали очень популярны. Так, песня 2009 года «Musunde Hiraite Rasetsu to Mukuro» стала его первой песней, которая набрала более 1 млн просмотров на сайте Nico Nico Douga. Ёнэдзу загрузил более 30 песен в собственном исполнении, однако удалил их после того, как его песни в исполнении Vocaloid стали более популярными. Он также переименовал свой блог в Denshi-chou Hachibangai (電子帖八番, «Электронный журнал № 8»), который стал одним из пяти блогов, получившим награду Diamond Award на 2009 WebMoney Awards.
В декабре 2009 года его песня «Clock Lock Works» была впервые включена в сборник «Supernova», опубликованный компанией Exit Tunes, Inc. В январе песня «Musunde Hiraite Rasetsu to Mukuro» была включена в сборник Vocalolegend feat. Hatsune Miku, который вошёл в топ-10 рейтинга Oricon. На сентябрь 2016 года 9 песен в исполнении Vocaloid, загруженных Ёнэдзу на сайт Nico Nico, имеют больше 1 миллиона просмотров, включая песню «Matryoshka», которую просмотрели более 8 млн раз.
В апреле 2010 года Ёнэдзу присоединился к анимационному коллективу Minakata Kenkyūjo (яп. 南方研究所, Лаборатория Минаката), с которой работал над видео к песне «Clock Lock Works». После этого он 3 года делал с ними клипы для своих вокалоидовских песен.
Группа Late Rabbit Edda была активна до 2010 года, а после этого они сменили название на Ernst Eckman и взяли в состав барабанщика Сумимото. Ernst Eckman выпустили сингл «Oborozuki to Sono Kōan» (яп. オボロヅキとその考案) на MySpace. Однако Ёнэдзу начал чувствовать, что не может хорошо работать с другими людьми, и принял решение работать в одиночку исключительно над вокалоидовскими песнями, отказавшись от того, чтобы быть частью группы.
В марте 2011 года Ёнэдзу и семь других музыкантов основали независимый музыкальный лейбл Balloom, чтобы расширить возможности интернет-музыкантов. Дебютный альбом Diorama, выпущенный в 2012 году, достиг 6 места в рейтинге Oricon и был продан в количестве более 45 тыс.
В мае 2013 года Ёнэдзу дебютировал в качестве певца на лейбле Universal Sigma с синглом «Santa Maria».
28 октября 2013 года Ёнэдзу загрузил первую за 2,5 года песню «Donut Hole» (яп. ドーナツホール), которую записал с живыми музыкантами с использованием вокалоида Гуми.
23 апреля 2014 года Кэнси Ёнэдзу выпустил свой второй альбом «Yankee», и 27 июня он выступил с первым концертом в своей карьере. Песня из этого альбома «Eine Kleine» была написана для Tokyo Metro и была использована для рекламной кампании 2014 года.
В январе 2015 года вышел его 3 сингл «Flowerwall», а в сентябре того же года 4 сингл «Unbelievers». Песни с обоих синглов вошли в третий альбом «Bremen», который вышел в октябре 2015 года.
В конце сентября 2016 года вышел пятый сингл Кэнси Ёнэдзу «LOSER/№ 9». Клип на песню «LOSER» за полмесяца собрал больше 4 млн просмотров на Youtube.

## Дискография
- Diorama (2012)
- Yankee (2014)
- Bremen (2015)
- Bootleg (2017)
- Stray Sheep (2020)